# Terry Herbert

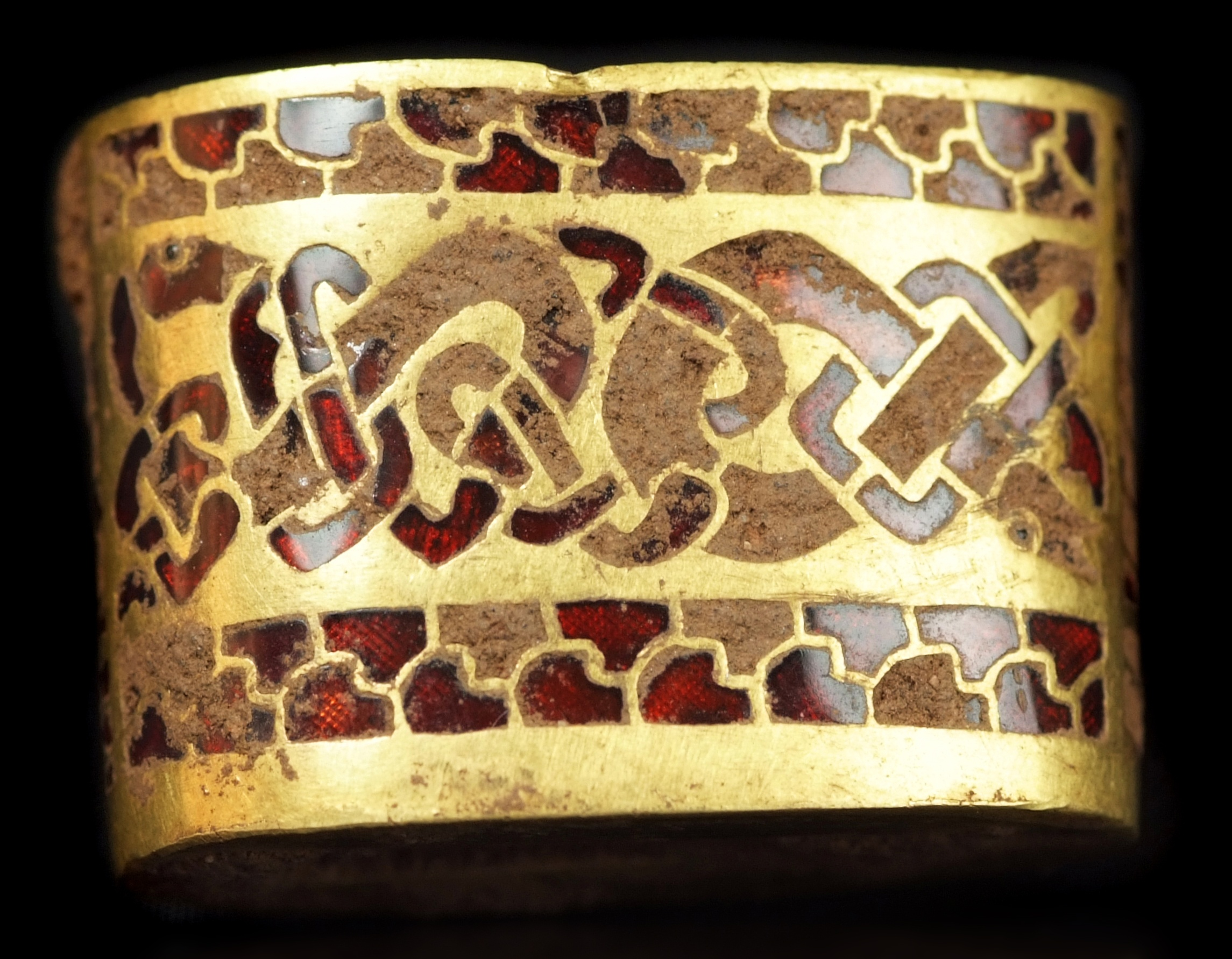
Uma das 1 500 peças encontradas

Terry Herbert é um aficcionado inglês da busca de tesouros mediante um detector de metais que em Julho de 2009 encontrou o maior tesouro anglo-saxão do Reino Unido descoberto até a data. Imagina-se que a descoberta arqueológica pode datar do século VII e consta de 1 500 peças de ouro e prata.